# Ctenichneumon excultus
Ctenichneumon excultus là một loài tò vò trong họ Ichneumonidae.